# Государственный военно-промышленный комитет Республики Беларусь
Государственный военно-промышленный комитет Республики Беларусь (бел. Дзяржаўны ваенна-прамысловы камітэт Рэспублікі Беларусь) — орган, обеспечивающий национальную безопасность и обороноспособность государства, реализацию его инновационной и внешнеэкономической политики. Комитет создан с целью реализации единой политики в сфере обеспечения обороны, развития и усиления военно-технического сотрудничества Беларуси с другими иностранными странами. Указ о создании Государственной военно-промышленного комитета был издан 30 декабря 2003 года по инициативе Президента Республики Беларусь.
4 июня 2020 года председателем комитета назначен Дмитрий Пантус.
Из-за вторжения России на Украину военно-промышленный комитет Республики Беларусь находится под санкциями всех стран Евросоюза, США, Великобритании и ряда других стран.

## Структура
- Коллегия
- Научно-технический (экспертный) совет
- Общественно-консультативный (экспертный) совет
- Комиссия по присуждению премии в области науки и техники

## Председатели
- Николай Азаматов (2003—2009)
- Сергей Гурулёв (2009—2017)
- Игорь Демиденко (и. о. 2017)
- Олег Двигалёв (2017—2018)
- Роман Головченко (2018—2020)
- Дмитрий Пантус (2020—настоящее время)

## Основные задачи
- осуществление государственной политики в сфере обеспечения обороны;
- реализация координации деятельности соответствующих органов;
- разработка и осуществление стратегии по развитию оборонной сферы экономики;
- осуществление экономической, научно-технической и социальной политики, которая направлена на создание условий для надлежащей работы соответствующих организаций с целью обеспечения потребностей ВС Беларуси, других войск, а также воинских формирований в вооружении, военной и специальной технике, их модернизации и ремонта, расширения экспорта продукции военного назначения;
- разработка прогнозов производственно-технического и финансово-экономического развития организаций оборонной сферы экономики;
- разработка и осуществление основных направлений государственной политики в сфере военно-технического сотрудничества с иностранными странами и экспортного контроля.

## Экспорт
В 2016 году экспорт продукции военного назначения осуществлялся в 60 стран, в 2017 — в 69 стран, а в 2018 году — в 76 стран мира, что составляет 110 % по отношению к 2017 году, причем поставки часто включали высокотехнологичное вооружение. Тогда поставки составили примерно один миллиард долларов США. Главным покупателем является Россия. Так, в 2018 году товарооборот Беларуси и РФ в военной сфере составил 600 миллионов долларов, а экспорт из республики превысил российский импорт. Крупные партии осуществлялись в Азербайджан, Судан, Мьянму, Анголу, Нигерию и Вьетнам. Среди ключевых покупателей есть также Казахстан, Китай, Лаос, Индонезия, Бангладеш, Индия, ОАЭ и Уганда. Основу экспорта составляют системы РЭБ и ПВО и комплектующие к военной технике. Кроме того, оказываются услуги по ремонту армейской авиации. Такие страны как Сербия, Болгария и Словакия регулярно закупают белорусские боеприпасы. В списке мировых экспортёров оружия SIPRI по итогам 2020 года Беларусь заняла 19-е место из 25-ти. Общий объём поставок от мирового составляет всего 0,3 %. В сравнении с уровнем экспорта оружия в 2011—2015 года, показатель существенно снизился — на 34 %. Основными получателями экспортируемого из Беларуси оружия названы такие страны, как Вьетнам (26 % от общего объёма), Сербия (около 16 %) и Судан (ровно 13 %).

## Международные санкции
После вторжения России на Украину в 2022 году,  «в ответ на то, что Белоруссия значительно способствовала и поддерживала вторжение России на Украину, а также поддерживала вооруженные силы России» комитет, его председатель Пантус и многие белорусские военно-промышленные предприятия попали в список специально обозначенных граждан и заблокированных лиц США.
Весной 2022 года Канада включила комитет в санкционный список Канады «соратников режима Лукашенко» за «содействие вторжению президента Путина в свободную и суверенную страну».
По аналогичным основаниям комитет попал под санкции Великобритании, Новой Зеландии, Японии, Австралии, Украины. Вышеперечисленные страны, кроме Японии, внесли в санкционные списки и Вячеслава Россолая, заместителя председателя комитета.
3 июня 2022 года комитет был включен в санкционный список Евросоюза; впоследствии к этим санкциям присоединилась Швейцария. В июне 2023 года Евросоюз и Швейцария присоединились к санкциям против Пантуса, а в декабре – против Россолая и Олега Мищенко, первого заместителя председателя комитета.
9 августа 2024 года к санкциям против Мищенко присоединилась Канада.